# Homestead Records (CMOC)
Homestead Records war ein US-amerikanisches Plattenlabel, dessen Schallplatten nur in Katalogen erwerblich waren. Das Label existierte zwischen Mitte der 1920er-Jahre und ungefähr 1932.

## Geschichte
Homestead gehörte der Chicago Mail Order Company (CMOC), einem Versandhaus aus Chicago. Die ersten Platten erschienen Mitte der 1920er-Jahre und wurden nur in den Katalogen der Mail Order Company zum Kauf angeboten. Alle damaligen Erscheinungen wurden in der 15000/16000-Serie veröffentlicht – die meisten Aufnahmen kamen aus den Beständen der Tonträgerunternehmen Plaza Music Company und American Record Corporation (ARC). Das Repertoire umfasste vor allem Pop-Musik, teilweise auch Old-Time und Blues.
Im Januar 1932 übernahm das Major-Label Victor Records die Produktion der Homestead-Platten, die weiterhin in den Katalogen der Chicago Mail Order Company verfügbar waren. Es wurde die 22000/23000-Serie eingeführt, die ARC- und Crown-Aufnahmen wieder veröffentlichte. Die Platten waren für damalige Verhältnisse ungemein günstig und zielten vor allem auf finanzschwächere Kunden ab. Beispielsweise erhielt man für 1,19 Dollar fünf Schallplatten.

## Diskographie
| 15000/16000 (192?–1932) | 22000/23000 (ab 1932) |